# Robert Somers Brookings

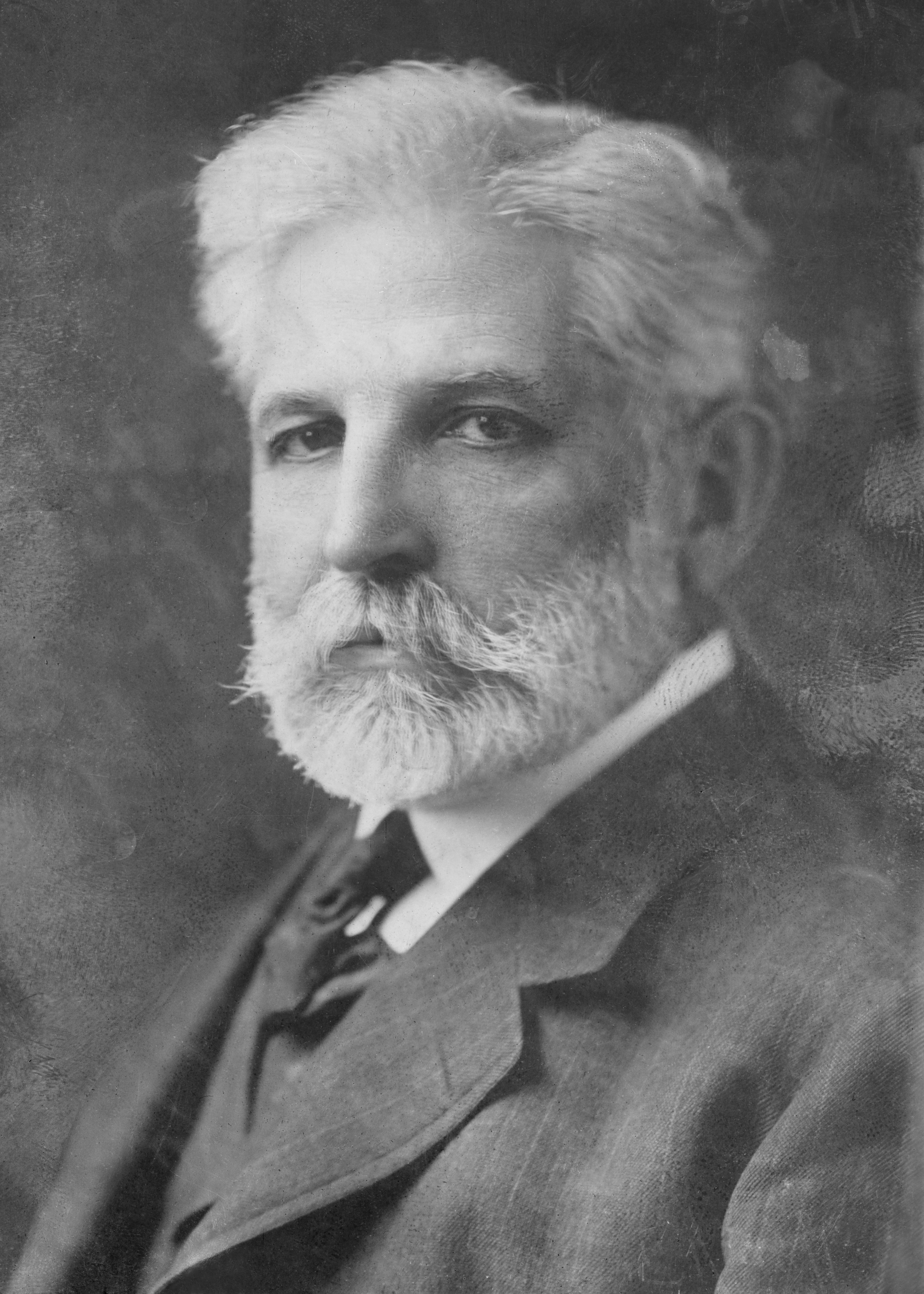
Robert S. Brookings

Robert Somers Brookings (* 22. Januar 1850 in Cecil County, Maryland; † 15. November 1932 in Washington, D.C.) war ein US-amerikanischer Kaufmann, Unternehmer und Philanthrop, der insbesondere durch die 1916 von ihm gegründete Brookings Institution bekannt wurde.

## Leben
Brookings, der nach dem frühen Tode seines Vaters 1852 mit seinem Bruder Harry Brookings als Halbwaise aufwuchs, arbeitete zunächst im Haushaltswaren-Großhandel von Samuel Cupples, wurde dort zusammen mit seinem Bruder später Manager und dann Partner und bauten das Unternehmen anschließend immer weiter aus. Das dadurch erworbene Vermögen stiftete er nicht nur wohltätigen Zwecken, sondern gründete 1916 auch die Brookings Institution, eine unabhängige Organisation und Denkfabrik für Forschung, Bildung und Publikation mit Fokus auf öffentliche Politik in den Gebieten Wirtschaft, Auslandspolitik und Staatsführung.
Daneben wurde er nicht nur 1895 Vorsitzender des Board of Trustees der Washington University in St. Louis und Trustee der Carnegie-Stiftung für internationalen Frieden, sondern auch Autor mehrerer Fachbücher wie Industrial Ownership, its economic and social significance (1925, deutscher Titel Die Demokratisierung der amerikanischen Wirtschaft), Economic Democracy (1929) und The Way Forward (1932).